# Sverker Göranson
Sverker John Olof Göranson (ur. 3 maja 1954 w Lund) – szwedzki wojskowy, oficer wojsk pancernych, od 25 marca 2009 do 1 października 2015 Naczelny Dowódca Szwedzkich Sił Zbrojnych. 

## Życiorys
Wstąpił do wojska w czerwcu 1974 roku, na pierwszy stopień oficerski został promowany w 1977 roku. W ciągu swojej kariery był m.in. szefem sztabu batalionu nordyckiego misji UNPROFOR w Bośni i Hercegowinie (1995), attaché wojskowym w Waszyngtonie (2000-2003), Inspektorem Generalnym Armii Szwedzkiej (2005-2007) i komendantem Kwatery Głównej Sił Zbrojnych (2007-2009). Ukończył nieistniejąca już Militärhögskolan w Sztokholmie (1987) i wyższe studia sztabowe w Fort Leavenworth w USA (1994). 
W 2015 został zastąpiony na stanowisku naczelnego dowódcy przez generała Micaela Bydéna. Od 2016 pracował jako doradca w Saab Group w USA. 1 marca 2017 został prezesem zarządu przedsiębiorstwa turystycznego Nordic Travel Group, 27 marca tego samego roku został prezesem szwedzkiego stowarzyszenia weteranów Sveriges Veteranförbund. W 2018 został przewodniczącym Kungliga Krigsvetenskapsakademien, jednej z akademii królewskich zajmujących się wojskowością.

## Odznaczenia
- Medal Jego Wysokości Króla,  złoty rozm. 12* do noszenia na szyi na łańcuchu (2016)[7]
- Krzyż Wielki Orderu Lwa Finlandii (Finlandia, 2013)[8]
- Komandor z Gwiazdą Orderu Zasługi (Norwegia, 2012)[9]
- Odznaka Honorowa Bundeswehry w Złocie (Niemcy)[1]
- Komandor Legii Honorowej (Francja)[1]
- Komandor Legii Zasługi (USA)[1]
- Oficer Legii Zasługi (USA)[1]
- Medal W Służbie Pokoju (UNPROFOR)[1]
- Medal NATO[1]